# Luboš Kalouda
Luboš Kalouda (Brno, República Checa, 20 de mayo de 1987) es un exfutbolista checo. Jugaba de centrocampista y su último equipo fue el 1. FC Slovácko de la Synot Liga de la República Checa, del que se retiró en 2018 a causa de una lesión.

## Selección nacional
Ha sido internacional con la Selección de fútbol de la República Checa Sub-21.

## Clubes
| Club             | País            | Año         |
| ---------------- | --------------- | ----------- |
| 1. FC Brno       | República Checa | 2006 - 2008 |
| CSKA Moscú       | Rusia           | 2008 - 2009 |
| Sparta de Praga  | República Checa | 2009 - 2010 |
| Volgar Astrakhan | Rusia           | 2010        |
| PFC Oleksandria  | Ucrania         | 2011        |
| Dukla Praga      | República Checa | 2012 - 2014 |
| 1. FC Slovácko   | República Checa | 2014        |